# Meno Mühlig
Meno Mühlig (né le 8 avril 1823 à Eibenstock, mort le 8 juin 1873 à Dresde) est un peintre saxon.

## Biographie
Il est le père du peintre Hugo Mühlig et le frère du peintre Bernhard Mühlig, donc l'oncle du peintre Albert Ernst Mühlig. L'artiste étudie à l'École supérieure des beaux-arts de Dresde auprès de Julius Hübner. Les frères Bernhard et Meno Mühlig appartiennent au cercle des romantiques tardifs de Dresde.

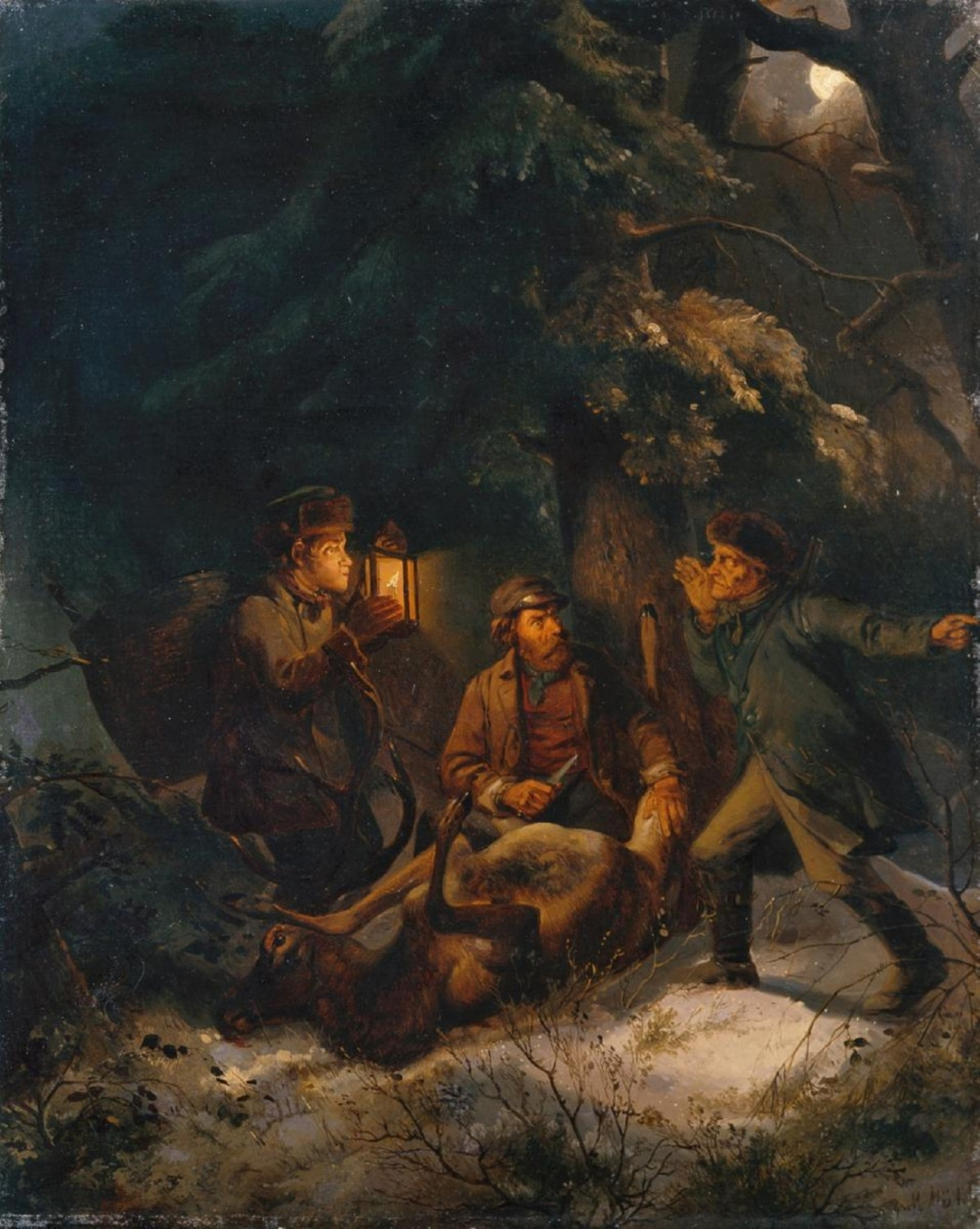
Scène de chasse

En plus des motifs de la période de la Réforme et du XVIIe siècle, Meno Mühlig décrit, notamment des scènes avec des braconniers et des forains. Avec Julius Döring (de) et Karl Wilhelm Schurig, il illustre le livre Deutschland und das deutsche Volk in Schilderungen von Eduard Duller (de) publié en 1845.